# LOVE FIGHTER ～戀愛的戰爭～
《LOVE FIGHTER ～戀愛的戰爭～》（日语：LOVE FIGHTER ～恋のバトル～）是BREAKERZ的第7張單曲，於2009年11月4日由ZAIN RECORDS發售。

## 收錄曲目

### 初回盤A、B
1. LOVE FIGHTER 〜恋のバトル〜
  - 作詞：DAIGO / 作曲：SHINPEI / 編曲：BREAKERZ
2. Winter Bell
  - 作詞、作曲：DAIGO / 編曲：池田大介、BREAKERZ
3. Birdman（Acoustic Version）
  - 作詞：DAIGO / 作曲：AKIHIDE / 編曲：BREAKERZ

1st專輯《BREAKERZ》收錄曲的聲音版本。

### 通常盤
1. LOVE FIGHTER 〜恋のバトル〜
2. Winter Bell
3. Birdman（Acoustic Version）
4. LOVE FIGHTER 〜恋のバトル〜 (Remix)

## 音樂合作
- 千葉電視台系《MUSIC FOCUS》2009年12月度結尾曲（#1）
- ytv制作、日本電視台系《情報ライブ ミヤネ屋》結尾曲（#2）
- ハウステンボス「光のまち2009」合作歌曲（#2）

## 收錄專輯
- FIGHTERZ（#1）
- B.R.Z ACOUSTIC（#3）
- BREAKERZ BEST 〜SINGLE COLLECTION〜（#1）